# Delphinium malabaricum
Delphinium malabaricum là một loài thực vật có hoa trong họ Mao lương. Loài này được (Huth) Munz mô tả khoa học đầu tiên năm 1968.